# Gare de Shin-Urayasu
La gare de Shin-Urayasu (新浦安駅, Shin-Urayasu-eki) est une gare ferroviaire japonaise de la ville d'Urayasu, dans la préfecture de Chiba. La gare est gérée par la East Japan Railway Company (JR East).

## Situation ferroviaire
La gare de Shin-Urayasu est située au point kilométrique (PK) 16,1 de la ligne Keiyō.

## Histoire
La gare a été inaugurée le 1er décembre 1988.

## Service des voyageurs

### Accueil
La gare dispose d'un bâtiment voyageurs, avec guichets, ouvert tous les jours.

### Desserte
- Ligne Keiyō :
  - voie 1 : direction Nishi-Funabashi (interconnexion avec la ligne Musashino) et Soga
  - voie 2 : direction Maihama et Tokyo